# Wybory parlamentarne w Dżibuti w 1992 roku
Wybory parlamentarne w Dżibuti odbyły się 18 grudnia 1992 roku. Zwyciężył w nich Ludowy Ruch na rzecz Postępu, który zdobył 74,59% głosów, co dało mu wszystkie 65 mandatów w Zgromadzeniu Narodowym. Frekwencja wyborcza wyniosła 48,5%.
Były to pierwsze wybory od uzyskania przez Dżibuti niepodległości w 1977 roku, w których za sprawą referendum przywrócono zasady demokracji. W wyborach mogły wziąć udział tylko cztery partie. Wybory zostały zbojkotowane przez Front Przywrócenia Jedności i Demokracji. W porównaniu z wyborami parlamentarnymi z lat 1973, 1977, 
1982 i 1987, frekwencja wyborcza była niska. Spowodowane to było bojkotem wyborów ze strony Afarów.

## Wyniki
|  | Partia                              | Głosy  | Procent | Mandaty |
|  | ----------------------------------- | ------ | ------- | ------- |
|  | Ludowy Ruch na rzecz Postępu (RPP)  | 53 578 | 74,59%  | 65      |
|  | Demokratyczna Odnowa i Rozwój (PRD) | 18 249 | 25,41%  | 0       |
|  | Głosy nieważne                      | 1 433  |         |         |
|  | Razem (frekwencja 48,5%)            | 73 260 | 100%    | 65      |